# Hong Nam-ki
Hong Nam-ki (n. 29 iulie 1960, Chuncheon, Coreea de Sud) este un politician sud-coreean care ocupă în prezent funcția de ministru al Economiei și Finanțelor și de viceprim-ministru al Coreei de Sud în mandatul președintelui Moon Jae-in din noiembrie 2018. Hong este considerat un tehnocrat veteran care a lucrat în cea mai mare parte la departamente legate de buget, atât sub guvernele conservatoare, cât și sub cele liberale, timp de peste trei decenii.
Înainte de a fi promovat ca al doilea ministru de finanțe al președintelui Moon, Hong a fost primul ministru pentru coordonarea politicilor guvernamentale (OPC) și anterior vice-ministru al președintelui Park Geun-hye pentru ceea ce este acum Ministerul Științei.
Numirea sa ca următorul ministru de finanțe al președintelui Moon a fost recomandată cu tărie de prim-ministrul de atunci Lee Nak-yon, cu care Hong a lucrat îndeaproape ca ministru pentru coordonarea politicilor guvernamentale. Predecesorul lui Hong, Kim Dong-yeon, a fost, de asemenea, șef al OPC în administrația anterioară, înainte de a fi numit primul ministru al finanțelor în mandatul lui Moon.
Hong este cel mai longeviv ministru al Economiei și Finanțelor și vice prim-ministru, care a ocupat funcția actuală pentru o perioadă de peste 840 de zile. Din decembrie 2020, Hong este, de asemenea, una dintre cele patru persoane care a continuat să servească în mandatul președintelui Moon ca ministru de cabinet sau oficial guvernamental la nivel ministerial de la începutul președinției acestuia în 2017, alături de Kim Sang-jo, Suh Hoon și Kang Kyung-wha.
A fost prim-ministru interimar în perioada 17 aprilie-14 mai 2021.